# Davis Tarwater
Davis Tarwater (n. 24 martie 1984, Knoxville, Tennessee, SUA) este un înotător ce a reprezentat Statele Unite ale Americii, medaliat olimpic. A participat la o ediție a Jocurilor Olimpice (2012) în care a câștigat două medalii de aur.